# Внедрение SQL-кода
Внедрение SQL-кода (англ. SQL injection / SQLi) — один из распространённых способов взлома сайтов и программ, работающих с базами данных, основанный на внедрении в запрос произвольного SQL-кода.
Внедрение SQL, в зависимости от типа используемой СУБД и условий внедрения, может дать возможность атакующему выполнить произвольный запрос к базе данных (например, прочитать содержимое любых таблиц, удалить, изменить или добавить данные), получить возможность чтения и/или записи локальных файлов и выполнения произвольных команд на атакуемом сервере.
Атака типа внедрения SQL может быть возможна из-за некорректной обработки входных данных, используемых в SQL-запросах.
Разработчик прикладных программ, работающих с базами данных, должен знать о таких уязвимостях и принимать меры противодействия внедрению SQL.

## Виды атак типа внедрения SQL-кода
Существует три основных класса атак, основанных на внедрении SQL-кода:
- Классическая SQL инъекция (Classic SQLi)
- SQL инъекция, основанная на эксплуатации выводимых СУБД сообщений об ошибках (Error-based SQLi)
- Слепая SQL инъекция (Blind SQLi)

## Принцип атаки внедрения SQL
Допустим, серверное ПО, получив входной параметр id, использует его для создания SQL-запроса. Рассмотрим следующий PHP-скрипт:
```
$id
 
=
 
$_REQUEST
[
'id'
];

$res
 
=
 
mysqli_query
(
"SELECT * FROM news WHERE id_news = "
 
.
 
$id
);

```

Если на сервер передан параметр id, равный 5 (например так: http://example.org/script.php?id=5), то выполнится следующий SQL-запрос:
```
SELECT
 
*
 
FROM
 
news
 
WHERE
 
id_news
 
=
 
5

```

Но если злоумышленник передаст в качестве параметра id строку "-1 OR 1=1" (например, так: http://example.org/script.php?id=-1+OR+1=1), то выполнится запрос:
```
SELECT
 
*
 
FROM
 
news
 
WHERE
 
id_news
 
=
 
-
1
 
OR
 
1
=
1

```

Таким образом, изменение входных параметров путём добавления в них конструкций языка SQL вызывает изменение в логике выполнения SQL-запроса (в данном примере вместо новости с заданным идентификатором будут выбраны все имеющиеся в базе новости, поскольку выражение 1=1 всегда истинно — вычисления происходят по кратчайшему контуру в схеме).

### Внедрение в строковые параметры
Предположим, серверное ПО, получив запрос на поиск данных в новостях параметром search_text, использует его в следующем SQL-запросе (здесь параметры экранируются кавычками):
```
$search_text
 
=
 
$_REQUEST
[
'search_text'
];

$res
 
=
 
mysqli_query
(
"SELECT id_news, news_date, news_caption, news_text, news_id_author

                      FROM news WHERE news_caption LIKE('%
$search_text
%')"
);

```

Сделав запрос вида http://example.org/script.php?search_text=Test мы получим выполнение следующего SQL-запроса:
```
SELECT
 
id_news
,
 
news_date
,
 
news_caption
,
 
news_text
,
 
news_id_author
 
FROM
 
news
 

  
WHERE
 
news_caption
 
LIKE
(
'%Test%'
)

```

Но, внедрив в параметр search_text символ кавычки (который используется в запросе), мы можем кардинально изменить поведение SQL-запроса. Например, передав в качестве параметра search_text значение ')+and+(news_id_author='1, мы вызовем к выполнению запрос:
```
SELECT
 
id_news
,
 
news_date
,
 
news_caption
,
 
news_text
,
 
news_id_author
 
FROM
 
news
 

  
WHERE
 
news_caption
 
LIKE
(
'%'
)
 
and
 
(
news_id_author
=
'1%'
)

```

### Использование UNION
Язык SQL позволяет объединять результаты нескольких запросов при помощи оператора UNION. Это предоставляет злоумышленнику возможность получить несанкционированный доступ к данным.
Рассмотрим скрипт отображения новости (идентификатор новости, которую необходимо отобразить, передается в параметре id):
```
$res
 
=
 
mysqli_query
(
"SELECT id_news, header, body, author FROM news WHERE id_news = "
 
.
 
$_REQUEST
[
'id'
]);

```

Если злоумышленник передаст в качестве параметра id конструкцию -1 UNION SELECT 4 username, password,1 FROM admin, это вызовет выполнение SQL-запроса
```
SELECT
 
id_news
,
 
header
,
 
body
,
 
author
 
FROM
 
news
 
WHERE
 
id_news
 
=
 
-
1
 
UNION
 
SELECT
 
1
,
username
,
password
,
1
 
FROM
 
admin

```

Так как новости с идентификатором −1 заведомо не существует, из таблицы news не будет выбрано ни одной записи, однако в результат попадут записи, несанкционированно отобранные из таблицы admin в результате инъекции SQL.

### Использование UNION + group_concat()
В некоторых случаях хакер может провести атаку, но не может видеть более одной колонки. В случае MySQL взломщик может воспользоваться функцией: 
```
group_concat
(
col
,
 
symbol
,
 
col
)

```

 которая объединяет несколько колонок в одну. Например, для примера данного выше вызов функции будет таким: 
```
-
1
 
UNION
 
SELECT
 
group_concat
(
username
,
 
0
x3a
,
 
password
)
 
FROM
 
admin

```

### Экранирование хвоста запроса
Зачастую SQL-запрос, подверженный данной уязвимости, имеет структуру, усложняющую или препятствующую использованию union. Например скрипт:
```
$res
 
=
 
mysqli_query
(
"SELECT author FROM news WHERE id="
 
.
 
$_REQUEST
[
'id'
]
 
.
 
" AND author LIKE ('a%')"
);

```

отображает имя автора новости по передаваемому идентификатору id только при условии, что имя начинается с буквы а, и внедрение кода с использованием оператора UNION затруднительно.
В таких случаях злоумышленниками используется метод экранирования части запроса при помощи символов комментария (/* или -- в зависимости от типа СУБД).
В данном примере злоумышленник может передать в скрипт параметр id со значением -1 UNION SELECT password FROM admin/*, выполнив таким образом запрос
```
SELECT
 
author
 
FROM
 
news
 
WHERE
 
id
=-
1
 
UNION
 
SELECT
 
password
 
FROM
 
admin
/* AND author LIKE ('a%')

```

в котором часть запроса ( AND author LIKE ('a%')) помечена как комментарий и не влияет на выполнение.

### Расщепление SQL-запроса
Для разделения команд в языке SQL используется символ ; (точка с запятой), внедряя этот символ в запрос, злоумышленник получает возможность выполнить несколько команд в одном запросе, однако не все диалекты SQL поддерживают такую возможность.
Например, если в параметры скрипта
```
$id
 
=
 
$_REQUEST
[
'id'
];

$res
 
=
 
mysqli_query
(
"SELECT * FROM news WHERE id_news = 
$id
"
);

```

злоумышленником передается конструкция, содержащая точку с запятой, например 12;INSERT INTO admin (username, password) VALUES ('HaCkEr', 'foo'); то в одном запросе будут выполнены 2 команды
```
SELECT
 
*
 
FROM
 
news
 
WHERE
 
id_news
 
=
 
12
;

INSERT
 
INTO
 
admin
 
(
username
,
 
password
)
 
VALUES
 
(
'HaCkEr'
,
 
'foo'
);

```

и в таблицу admin будет несанкционированно добавлена запись HaCkEr.

## Методика атак типа внедрение SQL-кода

### Поиск скриптов, уязвимых для атаки
На данном этапе злоумышленник изучает поведение скриптов сервера при манипуляции входными параметрами с целью обнаружения их аномального поведения.
Манипуляция происходит всеми возможными параметрами:
- Данными, передаваемыми через методы POST и GET
- Значениями [HTTP-Cookie]
- HTTP_REFERER (для скриптов)
- AUTH_USER и AUTH_PASSWORD (при использовании аутентификации)

Как правило, манипуляция сводится к подстановке в параметры символа одинарной (реже двойной или обратной) кавычки.
Аномальным поведением считается любое поведение, при котором страницы, получаемые до и после подстановки кавычек, различаются (и при этом не выведена страница о неверном формате параметров).
Наиболее частые примеры аномального поведения:
- выводится сообщение о различных ошибках;
- при запросе данных (например, новости или списка продукции) запрашиваемые данные не выводятся вообще, хотя страница отображается

и т. д.
Следует учитывать, что известны случаи, когда сообщения об ошибках, в силу специфики разметки страницы, не видны в браузере, хотя и присутствуют в её HTML-коде.
| Конструкция | Комментирование остатка строки        | Получение версии                             | Конкатенация строк                                 |
| ----------- | ------------------------------------- | -------------------------------------------- | -------------------------------------------------- |
| MySQL       | -- ..., /* ..., или # ...             | version()                                    | concat (string1, string2)                          |
| MS SQL      | -- ...                                | @@version                                    | string1 + string2                                  |
| Oracle      | -- ... или /* ...                     | select banner from v$version                 | string1 \|\| string2 или concat (string1, string2) |
| MS Access   | Внедрение в запрос NULL‑байта: %00... |                                              |                                                    |
| PostgreSQL  | -- ...                                | SELECT version()                             | string1 \|\| string2, CONCAT('a','b')              |
| Sybase      | -- ...                                | @@version                                    | string1 + string2                                  |
| IBM DB2     | -- ...                                | select versionnumber from sysibm.sysversions | string1 \|\| string2 или string1 concat string2    |
| Ingres      | -- ...                                | dbmsinfo('_version')                         | string1 \|\| string2                               |

## Защита от атак типа внедрение SQL-кода
Для защиты от данного типа атак необходимо тщательно фильтровать входные параметры, значения которых будут использованы для построения SQL-запроса.

### Фильтрация строковых параметров
Предположим, что код, генерирующий запрос (на языке программирования Паскаль), выглядит так:
```
statement
 
:=
 
'SELECT * FROM users WHERE name = "'
 
+
 
userName
 
+
 
'";'
;

```

Чтобы внедрение кода (закрытие строки, начинающейся с кавычки, другой кавычкой до её завершения текущей закрывающей кавычкой для разделения запроса на две части) было невозможно, для некоторых СУБД, в том числе, для MySQL, требуется брать в кавычки все строковые параметры. В само́м параметре заменяют кавычки на \", апостроф - на \', обратную косую черту - на \\ (это называется «экранировать спецсимволы»). Это можно делать таким кодом:
```
statement
 
:=
 
'SELECT * FROM users WHERE name = '
 
+
 
QuoteParam
(
userName
)
 
+
 
';'
;

```

```
function
 
QuoteParam
(
s
 
:
 
string
)
 
:
 
string
;

{ на входе — строка; на выходе — строка в кавычках и с заменёнными спецсимволами }

var

  
i
 
:
 
integer
;

  
Dest
 
:
 
string
;

begin

  
Dest
 
:=
 
'"'
;

  
for
 
i
:=
1
 
to
 
length
(
s
)
 
do

    
case
 
s
[
i
]
 
of

      
'
''
'
 
:
 
Dest
 
:=
 
Dest
 
+
 
'\
''
'
;

      
'"'
 
:
 
Dest
 
:=
 
Dest
 
+
 
'\"'
;

      
'\'
 
:
 
Dest
 
:=
 
Dest
 
+
 
'\\'
;

    
else
 
Dest
 
:=
 
Dest
 
+
 
s
[
i
]
;

    
end
;
 

  
QuoteParam
 
:=
 
Dest
 
+
 
'"'
;

end
;

```

Для PHP фильтрация может быть такой:
```
$query
 
=
 
"SELECT * FROM users WHERE user='"
 
.
 
mysqli_real_escape_string
(
$user
)
 
.
 
"';"
;

```

### Фильтрация целочисленных параметров
Возьмём другой запрос:
```
statement
 
:=
 
'SELECT * FROM users WHERE id = '
 
+
 
id
 
+
 
';'
;

```

В данном случае поле id имеет числовой тип, и его чаще всего не берут в кавычки. Поэтому «закавычивание» и замена спецсимволов на escape-последовательности не проходит. В таком случае помогает проверка типа; если переменная id не является числом, запрос вообще не должен выполняться.
Например, на Delphi для противодействия таким инъекциям помогает код:
```
if
 
TryStrToInt
(
id
,
 
id_int
)
 
then

  
statement
 
:=
 
Format
(
'SELECT * FROM users WHERE id =%0:d;'
,
 
[
id_int
])
;

```

Для PHP этот метод будет выглядеть так:
```
 
$query
 
=
 
'SELECT * FROM users WHERE id = '
 
.
 
(
int
)
$id
;

```

### Усечение входных параметров
Для внесения изменений в логику выполнения SQL-запроса требуется внедрение достаточно длинных строк. Так, минимальная длина внедряемой строки в вышеприведённых примерах составляет 8 символов («1 OR 1=1»). Если максимальная длина корректного значения параметра невелика, то одним из методов защиты может быть максимальное усечение значений входных параметров.
Например, если известно, что поле id в вышеприведённых примерах может принимать значения не более 9999, можно «отрезать лишние» символы, оставив не более четырёх:
```
statement
 
:=
 
'SELECT * FROM users WHERE id = '
 
+
 
LeftStr
(
id
,
 
4
)
 
+
 
';'
;

```

### Использование параметризованных запросов
Многие серверы баз данных поддерживают возможность отправки параметризованных запросов (подготовленные выражения). При этом параметры внешнего происхождения отправляются на сервер отдельно от самого запроса либо автоматически экранируются клиентской библиотекой. Для этого используются
- на Delphi — свойство TQuery.Params;

Например
```
var

  
sql
,
 
param
 
:
 
string

  

begin

  
sql
 
:=
 
'select :text as value from dual'
;

  
param
 
:=
 
'alpha'
;
  

  
Query1
.
Sql
.
Text
 
:=
 
sql
;

  
Query1
.
ParamByName
(
'text'
)
.
AsString
 
:=
 
param
;

  
Query1
.
Open
;

  
ShowMessage
(
Query1
[
'value'
])
;
  

end
;

```

- на Perl — через DBI::quote или DBI::prepare;
- на Java — через класс PreparedStatement;
- на C# — свойство SqlCommand.Parameters;
- на PHP — MySQLi (при работе с MySQL), PDO.